# 三枝照雄
三枝 照雄（さえぐさ てるお、1957年〈昭和32年〉10月29日 - 1989年〈平成元年〉2月24日）は、日本の登山家。群馬県出身。1989年、マッキンリー（現・デナリ）で遭難死した。

## 経歴
群馬県立沼田高等学校で山岳部に入部し、山に夢中になった。
1985年『植村直己物語』の撮影隊としてエベレスト登頂を果たす。1988年5月5日、日本テレビの開局35年番組『チョモランマはそこにある』にテレビクルーとして参加し、頂上からの生中継を成功させた。
1989年2月、マッキンリー（現・デナリ）で山田昇、小松幸三とともに遭難死した。このとき山田は簡易保険に入っていたが、ほかの2人は入っておらず、さらに山岳保険には誰一人加入していなかったために、遭難とは別の面での悲劇が起こった。
伊藤福男が三枝を偲んで「オーロラの詩」という歌を作った。
アマチュア天文学者小林隆男が1994年2月7日に発見した小惑星（番号5924）は、三枝にちなんで「Teruo」（照雄）と名付けられた。
山田昇記念杯登山競争大会では「三枝照雄賞」という賞が設けられていた（20回で終了）。

「オーロラの詩」の碑

## 主な登山歴
- 1985年秋 - エベレスト（南東稜ルート）登頂。 - 映画『植村直己物語』撮影隊。
- 1987年冬 - アンナプルナI峰登頂
- 1988年春 - エベレスト（北東稜ルート）登頂
- 1988年秋 - シシャパンマ登頂
- 1988年秋 - チョ・オユー（西稜ルート）登頂